# ميرديث (نيوهامشير)
ميرديث (بالإنجليزية: Meredith, New Hampshire)‏ هي بلدة أمريكية تقع في الولايات المتحدة في نيوهامشير. يقدر عدد سكانها بـ 6,241 نسمة ومساحتها 140.4 كم2وترتفع عن سطح البحر 155 متر.

## أعلام
- بوب مونتانا
- دودلي ليفيت
- برادفورد أندرسون
- بايك جونسون